# Melitta Weise
Margarete Charlotte Melitta Weise, geborene Matzdorff, Pseudonym M. Koch-Matzdorff, (geboren 21. April 1899 in Berlin; gestorben 26. Dezember 1977 ebenda) war eine deutsche Schriftstellerin und Dichterin.

## Leben und Werk
Weises Œuvre umfasste die Gattungen Roman, Novelle, Hörspiel, Lyrik und Essay. Während des Zweiten Weltkrieges erschien ihr vom Oberkommando der Wehrmacht genehmigtes, den Magdeburger Pionieren gewidmetes, von Carl Frühauf vertontes und von Fritz Heublein als Bildpostkarte illustriertes Pionierlied im Verlag von N. Simrock, in Hanau gedruckt bei Illert & Ewald.
Die Schriftstellerin lebte in den letzten Jahren in der Berliner Marschnerstraße 47. Sie starb 1977 im Alter von 78 Jahren in Berlin. Sie war verwitwet von Ernst Alfred Weise, den sie 1953 in Berlin in ihrer dritten Ehe geheiratet hatte.

## Werke (Auswahl)
- Das Mädchen auf der Kanone, Novelle, 1928
- Der ferne Ruf, Roman, 1931
- Kümmere Dich um Giggu, Roman, 1942
- „... und dann Babette!“, Roman, 1943
- Die seltsamen Abenteuer des Dr. Strombach, Novelle, 1944
- Zäpfel Kern, Hörspiel, 1948